# 可可島的秘密
《可可島的祕密》（韓語：크크섬의 비밀），是韓國MBC於2008年7月21日起播出的情境喜劇。美國影集《LOST檔案》的山寨版，由《搞笑一家親》製作群製作，金英基執導，宋在貞編劇。

## 劇情介紹
講述為了給西海岸上的島嶼運送後援物資，一家公司的10名員工乘船出去，全部人不知為何一覺醒來後發現漂流到孤島上的求生故事。

## 演員陣容
- 金宣敬 飾演 金部長
暱稱「伊莉莎白」
- 金光奎 飾演 金課長
- 尹相鉉 飾演 尹代理
- 申成宇 飾演 申課長
- 沈亨倬 飾演 沈亨倬
- 李多熙 飾演 李多熙
- 金時厚 飾演 金時厚
工讀生。
- 蔡敏苓 飾演 蔡敏苓
- 安奭奐 飾演 朴社長
日日採購社長。
- 李航娜 飾演 社長夫人
- 李相元 飾演 李代理
- 尹瑞賢 飾演 李警官
- 金貞敏 飾演 金貞敏
沈亨倬的未婚妻
- 李外秀 飾演 李船長
- 吳山河 飾演 李山河
- 丁一宇 飾演 李允豪（客串第1集，角色出自《不可阻擋的High Kick》）

## 外部連結
- TV보다 더 큰 세상, iMBC.com （页面存档备份，存于）
- 愛爾達電視 ELTA.TV - 可可島的祕密 （页面存档备份，存于）（繁體中文）

| 韓國 MBC 情境喜劇              | 韓國 MBC 情境喜劇                      | 韓國 MBC 情境喜劇 |
| ------------------------------ | -------------------------------------- | ----------------- |
|                                | 可可島的祕密 （2008.7.21 - 2008.10.3） |                   |
| 大象 （2008.1.21 - 2008.7.18） | 那個男人 （2008.10.6 - 2009.2.27）     |                   |